# نصب أليوشا التذكاري، مورمانسك
للمدافعين عن المنطقة القطبية السوفيتية في سنوات الحرب الوطنية العظمى (بالروسية: щитникам Советского Заполярья в годы Великой Отечественной войны) ويسمى أيضًا أليوشا، وهو اسم تدليل لأليكسي، هو نصب تذكاري في مورمانسك، روسيا، لذكرى الجنود والبحارة وأفراد القوات الجوية السوفيت الذين قاتلوا في الحرب العالمية الثانية والتي تسمى في روسيا وبلدان الاتحاد السوفيتي السابق الحرب الوطنية العظمى.

## الوصف
التمثال يظهر جنديًّا بمعطف كبير يحمل رشاشًا نصف آلي على كتفه. ارتفاع قاعدة التمثال 7 أمتار وطوله 35.5 متر. وهو ثاني أطول تمثال في روسيا بعد الوطن الأم ينادي في فولوجوجراد. يزن التمثال المفرغ 5,000 طن. ينظر وجه الجندي إلى الغرب، باتجاه وادي المجد حيث وقعت أشرس معارك الحملة القطبية، فهناك حاولت القوات الألمانية الغازية الاقتراب من مورمانسك ودُحر تقدمها عند نهر زابادنايا ليستا في يوليو 1941.
توجد منصة من صخر أسود طبيعي أمام النصب عليها نار أبدية، وبالقرب من التمثال يوجد هرم مثلث صغير. يمثل هذا الهرم، وفقًا للمصممين، علمًا منكسًا حدادًا على جنود الراية الحمراء. بجانب التمثال أيضًا يوجد شاهد من الجرانيت الملمع يحمل نقشًا يقول:
«المدافعون عن المنطقة القطبية - محاربو الجيش 14، الجيش 19، أسطول الراية الحمراء الشمالي، القوة الجوية السابعة، وحدات قوات الحدود 82 و100 ومجموعات البارتيزان مورمن السوفيتيون والمنطقة القطبية السوفيتية والرجال القطبيون والستالينيون والبلاشفة. نحن نكرم دفاعهم عن البلد.»
بجانب التمثال أيضًا مدفعان مضادان للطائرات.